# Stotzigen Firsten
Der Stotzigen Firsten ist ein 2759 m ü. M. hoher Berg im Schweizer Kanton Uri und bildet den nördlichen Abschluss der Tessiner Alpen. Er liegt südlich der Furkapassstraße. Nach Süden wird er vom Muttenreusstal begrenzt, über das die Rotondohütte auf 2571 m ü. M. erreicht werden kann. 
Etwa einen Kilometer westlich des Gipfels verläuft die Grenze zwischen dem Kanton Uri und dem Kanton Wallis.
Vom Gipfel führt ein breiter Rücken hinab nach Realp im Urserental. 
Im Winter ist der Stotzigen Firsten eine äußerst beliebte Skitour. Die Route führt von Realp in das Witenwasserental und von dort über den oben genannten Rücken auf den Gipfel. Die Tour wird hauptsächlich als Tagestour gemacht und gilt auch bei schlechten Schneeverhältnissen als relativ sicher. 